# بندار الكرمانية
قرية بندار الكرمانية هي إحدى القرى التابعة لمركز سوهاج بمحافظة سوهاج في جمهورية مصر العربية. حسب إحصاءات سنة 2006، بلغ إجمالي السكان في بندار الكرمانية 19407 نسمة، منهم 10572 رجل و8835 امرأة.